# Pine (e-mailclient)
Pine ("Program for Internet News & E-mail") is een e-mailclient die ontwikkeld is door de Universiteit van Washington. Er bestaan versies voor Windows en Unix. De Unix-versie is opdrachtregelinterface-gebaseerd. De eerste versie kwam uit in 1989.
Pine zou oorspronkelijk een afkorting geweest zijn van "Pine is not Elm", omdat het een verbetering van het e-mailprogramma Elm is. Het programma werd ontworpen voor onervaren e-mailgebruikers, maar tegenwoordig kent het ook geavanceerde mogelijkheden. 
Pine maakt gebruik van Pico, een teksteditor die ook als apart programma beschikbaar is. 
De laatste versie van Pine, die verscheen op 28 september 2005, is 4.64. Pine werd opgevolgd door Alpine.